# Don’t Ever Change
«Don’t Ever Change» (рус. Никогда не меняйся) — популярная песня, написанная Джерри Гоффином и Кэрол Кинг в 1961 году. Оригинальная версия песни, записанная группой The Crickets (основную вокальную партию исполнял Джерри Нейлор), достигла пятой позиции в чартах Великобритании летом 1962 года. Песня также известна в исполнении группы «Битлз».

## Версия «Битлз»
Группа записала свою версию песни для радиошоу BBC Pop Go The Beatles. Запись состоялась 1 августа 1964 года в Театре Плейхаус (Playhouse Theatre, Манчестер). Трансляция передачи состоялась 27 августа. Впоследствии данная запись была опубликована в составе альбома Live at the BBC (1994 год).
В версии «Битлз» песня представляет собой редкий вокальный дуэт Маккартни (который кроме того играл на бас-гитаре) и Харрисона (кроме вокальной партии он исполнял и партию соло-гитары); кроме них в записи участвовали также Леннон (партия ритм-гитары) и Старр (ударные).

## Другие версии песни
Песня неоднократно исполнялась различными исполнителями. Из наиболее известных можно упомянуть следующие кавер-версии:
- Британская группа Brinsley Schwarz выпустила свою версию песни в альбоме Please Don’t Ever Change (1973 год)[4].
- Британский исполнитель Брайан Ферри включил данную песню в свой сольный альбом These Foolish Things (1973 год)[5].